# Bekaa kormányzóság

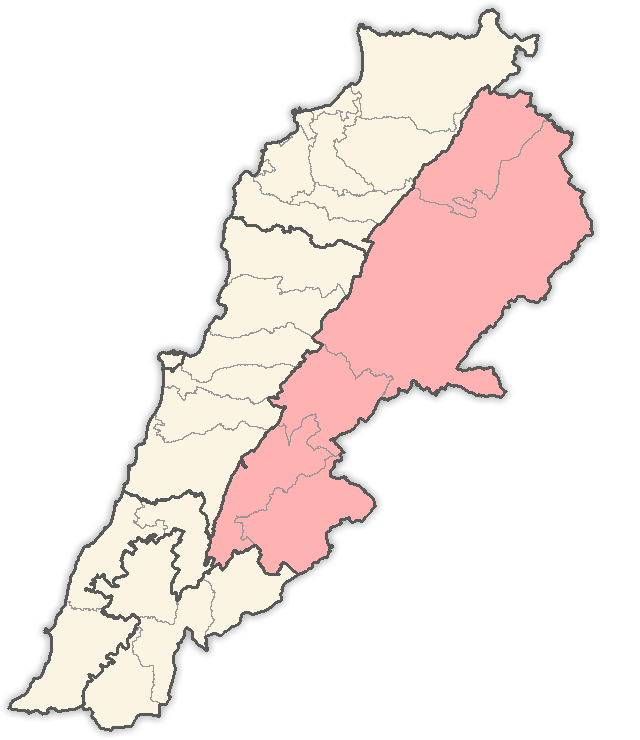
Bekaa kormányzóság elhelyezkedése Libanonon belül

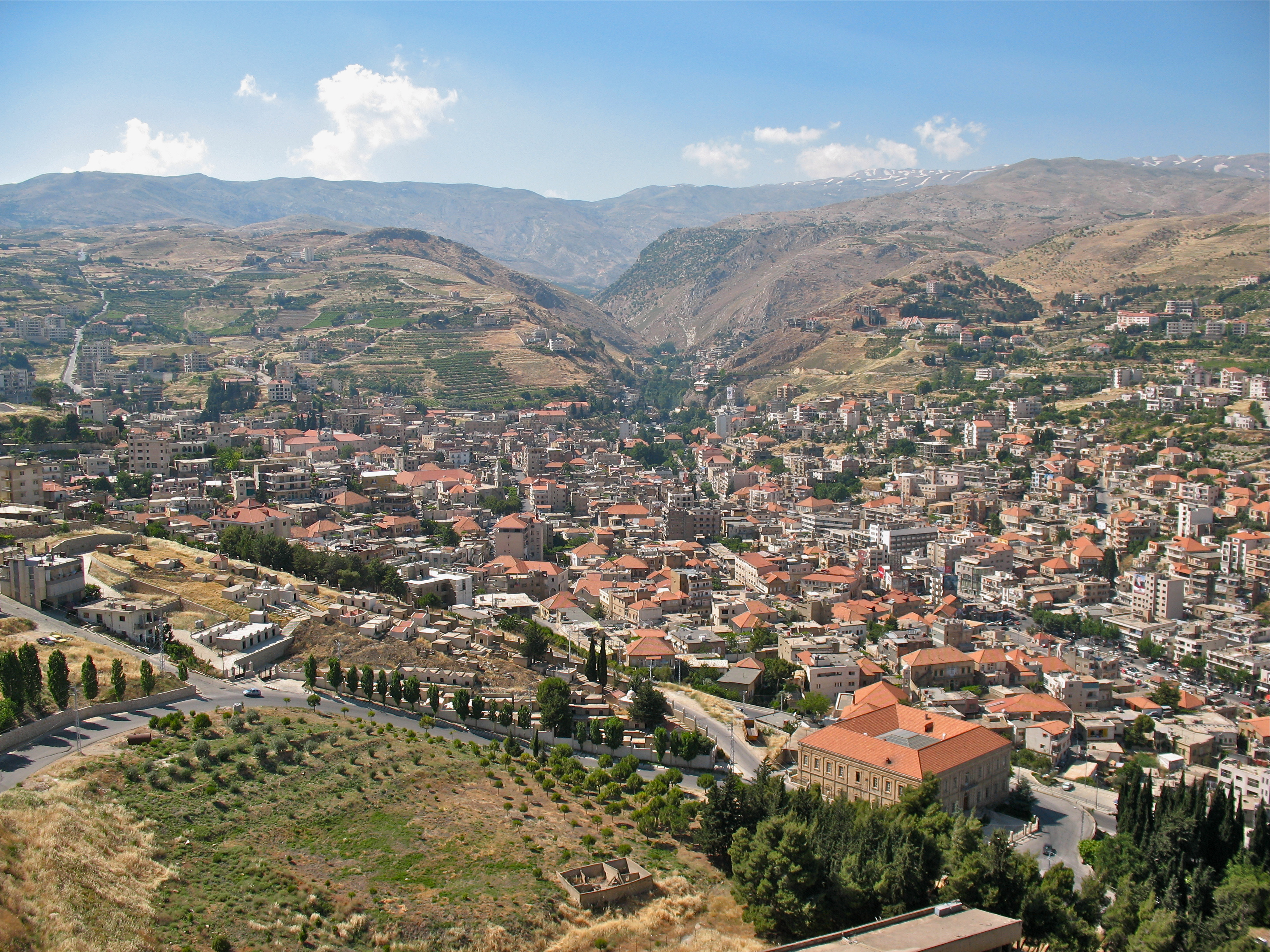
Zahla látképe

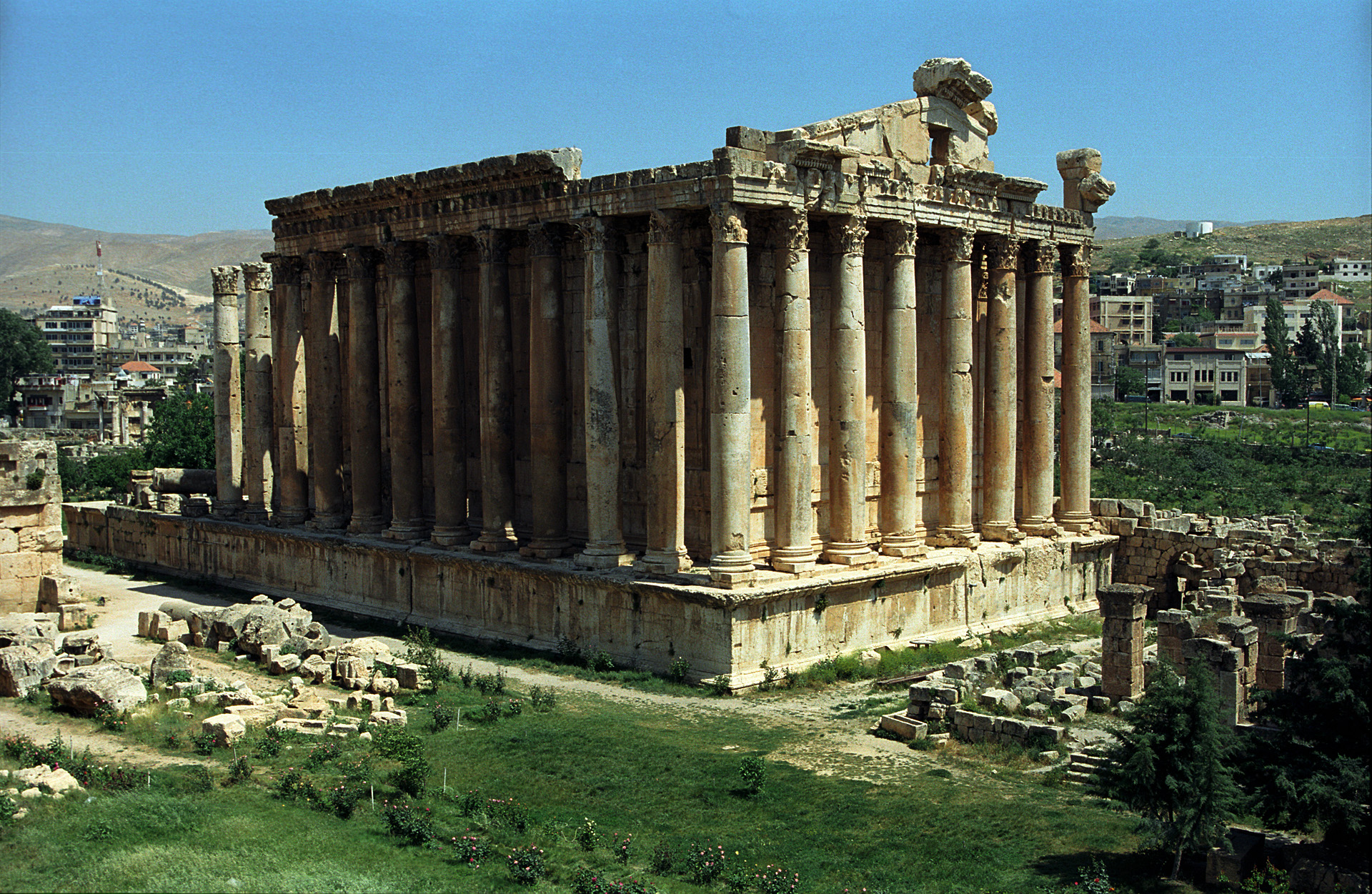
A baalbeki Bacchus-templom

Bekaa kormányzóság (arabul محافظة البقاع [Muḥāfaẓat al-Biqāʿ]) Libanon hat kormányzóságának egyike. Az ország keleti részén fekszik. Északon és keleten Szíria, délen en-Nabatijja kormányzóság, délnyugaton Dél kormányzóság, nyugaton Libanon-hegy kormányzóság, északnyugaton pedig Észak kormányzóság határolja. Székhelye Zahla városa. Népessége a 2007-es adatok szerint 489 865 fő (az összlakosság 13%-a).

## Közigazgatási beosztása
Területe öt körzetre (kadá) oszlik (Baalbek, Hermel, Nyugat-Bekaa, Rásajja, Zahla). A 2003-ban megalapított, de egyelőre létre nem jött Baalbek-Hermel kormányzóság Bekaa kormányzóság két északi körzetéből (Baalbek és Hermel) fog megalakulni a tervek szerint.

## Földrajza
Bekaa kormányzóság jórészt az észak-déli irányú Libanon-hegység meredek keleti lejtőit és az Antilibanon által közrefogott Bekaa-völgyet foglalja magában. A Libanon-hegységnek csak kisebb része tartozik a tartományhoz, szemben az Antilibanon akár harminc kilométeres szélességet is elérő fennsíkjával, melynek átlagos magassága 2300 méter. A hegység két jól elkülönülő vonulatra tagolódik: középtájon – ahol Szíria mintegy betüremkedik a völgybe – 1400 méteresre csökken a magasság, ahonnan ismét emelkedni kezd. A Libanon-hegységre és az Antilibanonra a mediterrán hegyvidéki növényzet a jellemző: 1500-2000 méter között a cédrusok és jegenyefenyők, afelett csak cserjeszerű növények, pl. boróka nő.
A Bekaa-völgy átlagosan 8-12 kilométer széles (egyedül északon, Hermel vidékén éri el a 25 kilométeres szélességet), átlagos tengerszint feletti magassága 900 méter. Legmagasabb pontja az Antilibanon lábánál lévő Baalbeknél van, 1100 méteren. A völgy természetes növénytakarójában a ciprusfélék és tölgyek a meghatározóak. A hegyekben ered és a síkságon halad az ország két legjelentősebb folyója: az északi részén az Orontész északi irányba, Szíria felé halad, míg a középső vidéken eredő el-Lítáni dél felé Libanon területén jut ki a völgyből, ahol nyugatnak fordulva végül a tengerbe ömlik.

## Éghajlata
Bekaa tartomány az ország egészéhez hasonlóan alapvetően mediterrán éghajlatú terület, de a határain húzódó hegyláncok miatt jelentősen különbözik az ország többi részétől: átlaghőmérséklete a tengerparti sávnál mintegy négy fokkal alacsonyabb (Zahlánál 18,6 °C [2008]), ami a kemény teleknek köszönhető – igaz, a nyár is jóval melegebb. Az ország többi részénél jóval kisebb az éves csapadékmennyiség is: északon 200–500 mm, a déli részen pedig 500–800 mm. A hegyvidékek csúcsait a téli időszakban rendszeresen hó borítja. Az Antilibanon száraz fennsíkja félsivatagi jellegű.

## Gazdaság, közlekedés, turizmus
Bekaa tartomány alapvetően mezőgazdasági jellegű terület, a termelés a folyók vizének felhasználásával, öntözéses módon történik. A völgy mentén végigfutó főutak és a használaton kívüli vasútvonalak részint Bejrút és a tengerpart, részint Szíria felé biztosítanak kapcsolatot (keleten Damaszkusz, északon Homsz irányában). Az ország egyik leghíresebb turisztikai látványossága, Baalbek romvárosa a tartományban található. A tartományban emellett egy természetvédelmi terület is található Jammúna mellett, a Libanon-hegységben.